# Bathyepsilonema lopheliae
Bathyepsilonema lopheliae is een rondwormensoort uit de familie van de Epsilonematidae. De wetenschappelijke naam van de soort is voor het eerst geldig gepubliceerd in 2003 door Raes, Vanreusel & Decraemer.